# Anna-Lisa Markby
Anna-Lisa Markby, född 11 februari 1913 i Malmö, död 1 april 1999 i Helsingborg, var en svensk målare, tecknare och grafiker.
Markby studerade vid Konstskolan Forum i Malmö och grafik för Thormod Larsen. Hon medverkade regelbundet i Helsingborgs konstförenings vårsalonger på Vikingsberg och i ett antal samlingsutställningar i Malmö konsthall, Spanien och Polen. Större delen av sitt liv var hon verksam i Helsingborg, där hon länge bodde på Sofiero gård. Hennes konst består huvudsakligen av Helsingborgsmotiv från slutet av 1960-talet och framåt med många miljöer och företeelser som inte längre finns kvar. Hon var under sin levnad en ideell aktivist och engagerade sig i många frågor bland annat förändringen av Helsingborgs utseende, fred och miljöförstöring och inom organisationen Individuell Människohjälp. Vid sidan av sitt eget skapande arbetade hon som konstlärare. På Helsingborgs stadsbibliotek visades 2011 ett urval av hennes teckningar. Markby finns representerad vid Helsingborgs museum. Hon är gravsatt vid Krematoriet i Helsingborg.